# Orthocentrus tetrazonatus
Orthocentrus tetrazonatus är en stekelart som först beskrevs av William Harris Ashmead 1896.  Orthocentrus tetrazonatus ingår i släktet Orthocentrus och familjen brokparasitsteklar. Inga underarter finns listade i Catalogue of Life.